# Charlton Athletic Football Club
El Charlton Athletic Football Club es un club de fútbol de Inglaterra, de la ciudad de Londres en Gran Londres. Fue fundado en 1905 y juega en la Football League Championship inglesa.

## Historia
El Charlton Athletic FC fue fundado el 9 de junio de 1905. En 1947 gana su primer título, la Copa de Inglaterra.
Tras varios años en la FA Premier League descendió en la temporada 2006-2007 a la Football League Championship. Y en la 2015-16, a la Football League One.
Su actual patrocinador es Castore.

## Rivalidades
Su eterno rival es el Crystal Palace, que actualmente milita en la Premier League, además mantiene una férrea rivalidad debido a su cercanía con el Millwall F.C.

## Uniforme
- Uniforme titular: Camiseta roja, pantalón blanco, medias rojas.
- Uniforme alternativo: Camiseta blanca, pantalón rojo y medias blancas.

## Jugadores

### Altas 2025-26
- Los precios no se incluye IVA o sumas por objetivos ya que no han sido efectivos.

| Jugador             | Posición      | Procedencia         | Tipo          | Costo      |
| ------------------- | ------------- | ------------------- | ------------- | ---------- |
| Harvey Knibbs       | Mediocampista | Reading F.C.        | Libre         |            |
| Charlie Kelman      | Delantero     | Queens Park Rangers | Traspaso      | £3,500,000 |
| Thomas Kaminski     | Portero       | Luton Town          | Libre         |            |
| Sonny Carey         | Mediocampista | Blackpool           | Libre         |            |
| Terry Taylor        | Mediocampista | Northampton Town    | Fin de cesión |            |
| Amari'i Bell        | Defensa       | Luton Town          | Libre         |            |
| Isaac Olaofe        | Delantero     | Stockport County    | Libre         |            |
| Reece Burke         | Defensa       | Luton Town          | Libre         |            |
| Nathan Asiimwe      | Defensa       | Walsall             | Fin de cesión |            |
| Joe Rankin-Costello | Mediocampista | Blackburn Rovers    | Libre         |            |
| Rob Apter           | Mediocampista | Blackpool           | Libre         |            |
| Zach Mitchell       | Defensa       | St Johnstone        | Fin de cesión |            |

### Bajas 2025-26
- Los precios no se incluye IVA o sumas por objetivos ya que no han sido efectivos.

| Jugador        | Posición      | Procedencia       | Tipo            | Costo |
| -------------- | ------------- | ----------------- | --------------- | ----- |
| Terry Taylor   | Mediocampista | Northampton Town  | Cesión          |       |
| Nathan Asiimwe | Defensa       | Wimbledon         | Cesión          |       |
| Chuks Aneke    | Delantero     | Agente libre      | Fin de contrato |       |
| Dean Bouzanis  | Portero       | Brisbane Roar     | Libre           |       |
| Danny Hylton   | Delantero     | Bandera de ?      | Retiro          |       |
| Aaron Henry    | Mediocampista | Boreham Wood      | Libre           |       |
| Harvey Kedwell | Mediocampista | Croydon Athletic  | Libre           |       |
| Thierry Small  | Defensa       | Preston North End | Libre           |       |
| Tennai Watson  | Defensa       | Barnsley          | Fin de contrato |       |
| Alex Gilbert   | Mediocampista | Middlesbrough     | Fin de cesión   |       |

## Cuerpo Técnico
| Puesto                        | Nombre           |
| ----------------------------- | ---------------- |
| Presidente                    | Thomas Sandgaard |
| Entrenador                    | Nathan Jones     |
| Asistente del Entrenador      | Scott Marshall   |
| Segundo Técnico               | Danny Hylton     |
| Director del Scouting Juvenil | Steve Gallen     |
| Entrenador de Porteros        | Glyn Shimell     |
| Doctor                        | Tom Longwill     |

## Palmarés

### Títulos nacionales  (1)
- Football League First Division: 0 
  - Subcampeón: 1

1937
- Football League Second Division / Football League First Division: 1

2000
- - Subcampeón: 2

1936, 1986
- - Ganador de la eliminatoria: 2

1987, 1998
- Football League Third Division / Football League One: 1

2012
- - Promociones (antigua División 3): 2

1975, 1981
- Football League Third Division South: 2

1929, 1935
- FA Cup: 1

1947
- - Subcampeón: 1

1946
- Full Members Cup: 0
  - Finalista: 1

1987
- Football League War Cup: 1

1944